# Subsecretaría de la Presidencia
La Subsecretaría de la Presidencia, Justicia y Relaciones con las Cortes de España es el órgano directivo del Ministerio de la Presidencia, Justicia y Relaciones con las Cortes al que le corresponde asistir al ministro de la Presidencia en el ejercicio de sus funciones, así como gestionar los servicios comunes del Departamento.

## Funciones
Para entender mejor lo que hace la Subsecretaría, diferenciaremos dos bloques de funciones:
- Como órgano de asistencia: el subsecretario es el principal asistente del ministro de la Presidencia en sus funciones de apoyo al presidente del Gobierno y es el máximo responsable de ejecutar las directrices e instrucciones dictadas por el ministro para la organización y coordinación de las actividades de los órganos colegiados a los que auxilia el Secretariado del Gobierno. Igualmente, es el órgano encargado de dar apoyo y asesoramiento técnico al titular del Departamento en la elaboración y aprobación de los planes de actuación ministerial y de la elaboración, en su caso, y tramitación de los proyectos de disposiciones de carácter general.

- Como órgano de gestión: le corresponde la dirección y coordinación de los servicios comunes del Ministerio y, en particular, la planificación y gestión económica y presupuestaria, así como la de los recursos humanos, tecnológicos y materiales; el establecimiento de los programas de inspección del personal y de los servicios, así como la realización de las actuaciones precisas para la mejora de los sistemas de planificación, dirección y organización y para la racionalización y simplificación de los procedimientos y métodos de trabajo; la coordinación de las actividades vinculadas con las evaluaciones de las políticas públicas de competencia del Departamento en apoyo del Instituto para la Evaluación de Políticas Públicas; la elaboración, en su caso, y tramitación de los proyectos de disposiciones de carácter general; la dirección y realización de los proyectos organizativos de ámbito ministerial; la comunicación con los demás departamentos y con los organismos y entidades que tengan relación con el Ministerio; la programación, coordinación y evaluación de la actividad editorial de la Administración General del Estado, así como la ejecución de los planes editoriales del Departamento; el impulso y coordinación de las relaciones institucionales y jurisdiccionales del Departamento; la planificación y la coordinación de la actividad del Ministerio en el ámbito de la cooperación y de las relaciones internacionales; y la coordinación y la supervisión de la política de protección de datos de carácter personal.

Asimismo, corresponde a la Subsecretaría, en coordinación con la Secretaría General de la Presidencia del Gobierno, el asesoramiento, el apoyo técnico y la gestión directa de los medios materiales y personales de los órganos dependientes de la Presidencia del Gobierno, sin perjuicio de la competencia de iniciativa y propuesta de éstos.

## Historia

### Origen
Ante la dificultad de determinar la fecha exacta en la que se originó este órgano, algunos autores establecen un intervalo de entre 1834 y 1838, época en la que se asignó a algunos funcionarios del Ministerio de Estado las tareas de asistencia secretarial tanto al Consejo de Ministros como a su presidente y secretario. Por otra parte, existe documentación clara de que a la Secretaría de la Presidencia del Consejo de Ministros se le otorgó rango de subsecretaría por primera vez por Real decreto de 15 de julio de 1865 y, tras una breve interrupción entre 1869 y 1870, el órgano ha existido de forma ininterrumpida con el objetivo de asistir al titular de la Presidencia del Gobierno y al Ministro-Secretario del Consejo de Ministros en sus funciones (ocasionalmente, también al titular de la Vicepresidencia).

### Dictadura franquista: casi un ministerio
Sin duda alguna, cuando el órgano alcanzó mayor relevancia fue durante la dictadura de Francisco Franco. Durante esta época, una vez acabada la guerra civil el dictador se rodeó de personas leales, y para ejercer sus funciones al frente de la Presidencia del Gobierno, que por Ley de 30 de enero de 1938 adquiría la condición oficial de departamento ministerial, se apoyó en un órgano histórico de ésta, la Subsecretaría. En los años iniciales hubo subsecretarios sin mayor relevancia, adscritos a la Vicepresidencia primero y ala Presidencia después pero, sin duda, destacó el nombrado en 1941, Luis Carrero Blanco.
Tras la supresión dos años antes de la Vicepresidencia del Gobierno que ocupó Francisco Gómez-Jordana Sousa, La Subsecretaría se configuró como el órgano central de poder del Gobierno, llegando a ser su titular una especie de vicepresidente sin título. En esta época, prácticamente todos los asuntos de gobierno y administrativos pasaban por la Subsecretaría antes de llegar a la mesa del jefe del Estado y en julio de 1951, a su titular —Carrero Blanco— se le dio rango de ministro y la condición de secretario del Consejo de Ministros. Algunos autores, como Juan Gascón Hernández, sostienen que, sin llegar a serlo formalmente, durante esta época, en la práctica, la Subsecretaría actuó como un verdadero departamento ministerial, asumiendo el mismo volumen de trabajo que un Ministerio o, por su importancia, incluso mayor.
Para el año 1949, la Subsecretaría se componía de un oficial mayor, seis secciones (Central; De lo contencioso; Recursos de agravios; Personal; Asuntos generales; y Contabilidad) y otros departamentos relativos a habilitación de personal y material, asesoría jurídica y archivo y biblioteca.
El resto de la dictadura supondrá, sin perder la importancia, un estancamiento desde el punto de vista legislativo, pues no habrá muchos más cambios ni de estructura ni de competencias, con alguna excepción, como la primera creación en 1964 de la Dirección General de Servicios, un órgano de asistencia al subsecretario que aparecerá de forma intermitente desde entonces (1964-1974, 1977 -1996, 2000 -2011, y desde 2022 hasta nuestros días).

### Periodo democrático actual
Tras separarse en 1974 los cargos de ministro y subsecretario de la Presidencia, este último dejó de acudir a las reuniones del Consejo de Ministros así como de ser su secretario, y se convirtió en un subordinado al primero con la responsabilidad de asistirle en sus funciones, tanto las correspondientes de apoyo al presidente del Gobierno y a los órganos del Gobierno como las naturales de una Subsecretaria, a saber, gestión de los servicios comunes.
Brevemente, entre 1977 y 1980 se suprimió el órgano, asumiendo sus funciones la Secretaría de Estado para la Administración Pública.
Ocasionalmente, la Subsecretaría también ha desarrollado otras competencias de un carácter "más político" y normalmente consideradas transversales, tales como estadística, geodesia, metrología y similares, catastro, desarrollo económico del territorio, polos de desarrollo y medio ambiente, función pública, objeción de conciencia, administración periférica, o libertad religiosa y relaciones con las confesiones.
A finales de 2023, pasó a ser la Subsecretaría del Ministerio de la Presidencia, Justicia y Relaciones con las Cortes y, en febrero de 2024, se restableció la Dirección General de Libertad Religiosa.

## Estructura
Dependen de la Subsecretaría:
- La Secretaría General Técnica-Secretariado del Gobierno, con rango de dirección general.
- La Dirección General de Servicios.
- La Dirección General de Libertad Religiosa.
- El Gabinete Técnico, como órgano de apoyo y asistencia al subsecretario. Asimismo, le corresponde
- al que le corresponde dar las autorizaciones de uso de la bandera, escudo o demás símbolos nacionales; las actuaciones del Departamento en materia de igualdad efectiva de trato y oportunidades entre mujeres y hombres que afecten al personal del Departamento; y la gestión del Registro de órdenes y condecoraciones.
- La División de Derechos de Gracia y otros Derechos, a la que le corresponde la preparación de los asuntos relativos al ejercicio del derecho de gracia con carácter previo a su elevación al Consejo de Ministros y la expedición de certificaciones acreditativas del desempeño de la prestación social sustitutoria; la gestión de los asuntos relativos a los títulos nobiliarios y grandezas de España, gestión de las peticiones de sucesión, cesión, distribución y rehabilitación de distinciones nobiliarias, y la gestión de las autorizaciones de uso de títulos extranjeros; y la dirección de la Cancillería de la Orden de San Raimundo de Peñafort, la preparación de las propuestas y la expedición de los títulos de las condecoraciones, así como la gestión del registro de distinciones de la Orden, así como la gestión del registro de distinciones de la Orden.

## Titular
En la actualidad, corresponde a la persona titular de la Subsecretaría de la Presidencia:
- La Secretaría de la Comisión General de Secretarios de Estado y Subsecretarios.
- La Presidencia de la Junta de Coordinación de Publicaciones Oficiales.
- La Presidencia de la Junta de Planificación y Evaluación Normativa.
- La Presidencia de la Comisión de Archivos de la Administración General del Estado.
- La Presidencia de la Comisión Ministerial de Administración Digital.
- La Presidencia del Comité de Dirección de Seguridad de la Información.